# Bertil Tholin
Carl Bertil Tholin, född 14 oktober 1910, död 2 maj 2001, var en svensk direktör och socialdemokratisk politiker, stadssekreterare (motsvarande kommunalråd i Göteborgs stad) 1958-1964 med ansvar för socialavdelningen och blev 1964 VD för HSB Göteborg samt hade flera olika styrelseuppdrag i näringsliv och föreningsliv.